# Gülpınar (Ayvacık)

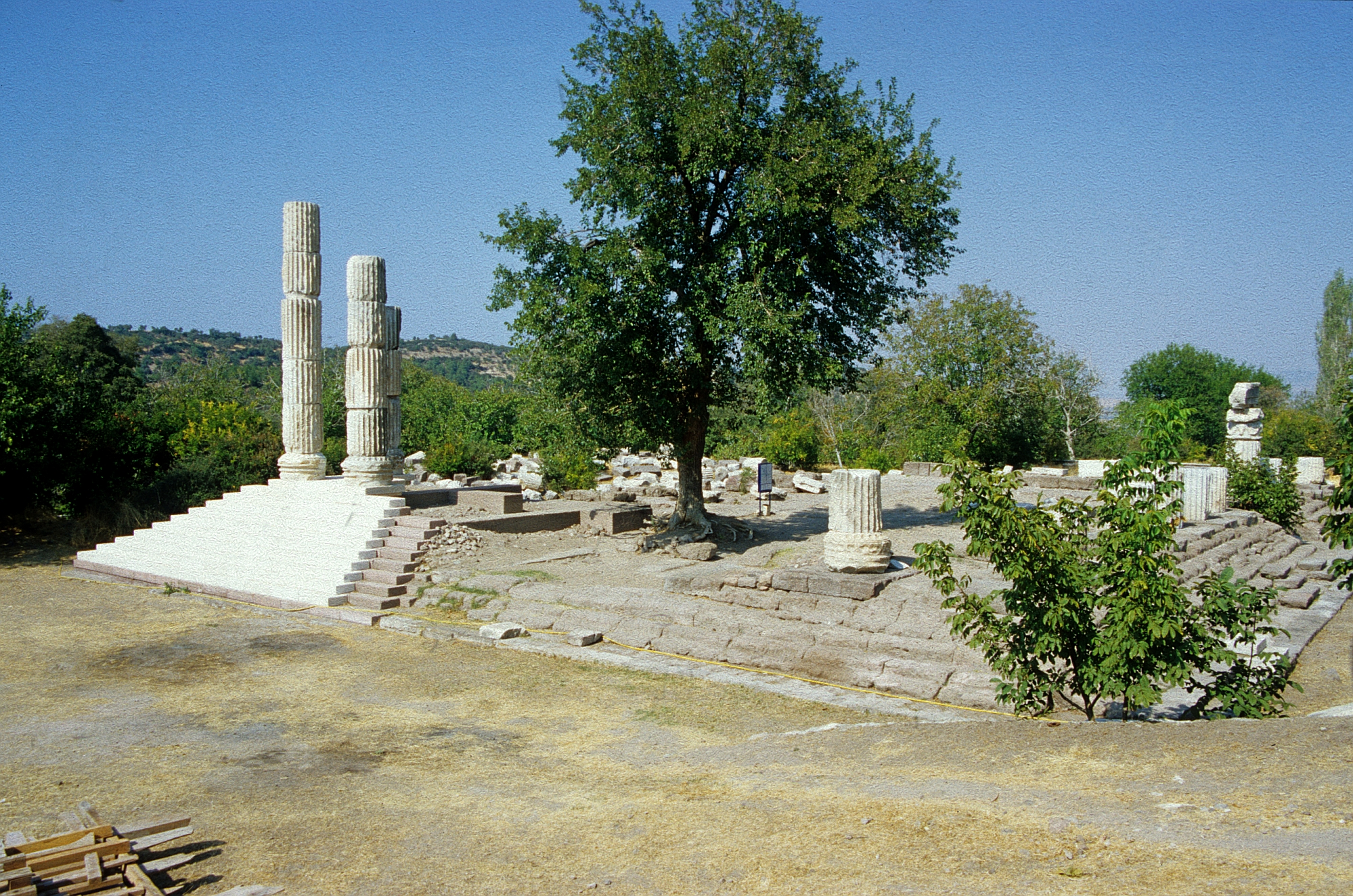
Tempel des Apollo Smintheus

Gülpınar ist ein Dorf (Köy), und war zuvor als Gemeinde der Hauptort eines Bucak im Landkreis Ayvacık der türkischen Provinz Çanakkale. Ende 2018 war es das größte Dorf im Kreis.
Der Ort liegt im Westen des Landkreises, etwa 2,5 Kilometer östlich der ägäischen Küste, an der Straße, die bei Ayvacık von der E-87 nach Westen abzweigt und im Bogen entlang der Küste über Behramkale, Gülpınar und Geyikli im Norden wieder auf die Europastraße zurückführt.
Gülpınar liegt an der Stelle des antiken Ortes Chryse, im Ort befinden sich die Reste eines Tempels des Apollon Smintheus. Etwa 7,5 Kilometer südwestlich liegt das Kap Baba (türkisch Bababurun), das den westlichsten Punkt des asiatischen Festlands markiert, mit dem Ort Babakale.